# Luigi Asioli (pittore)
Luigi Asioli (Correggio, 16 dicembre 1817 – Modena, 15 agosto 1877) è stato un pittore italiano.

## Biografia
Luigi Asioli nacque a Correggio, in una nota famiglia di artisti: il padre Giuseppe (1783-1845) era valente incisore, cultore di musica, suonatore di cembalo e fratello dell'allora celebre professor Bonifazio, primo Maestro di Composizione del Conservatorio di Milano negli ultimi tempi del Regno d'Italia napoleonico. Un altro fratello di Giuseppe, Luigi, era stato notissimo pianista e maestro di musica a Londra, dove si era spento ancor giovane nel 1815. La madre, Enrichetta Rosaspina, era figlia del bolognese Francesco, celebre incisore e disegnatore.
L'Asioli nutrì fin dalla giovanissima età una notevole predisposizione per il disegno, per cui senza difficoltà il nonno materno lo chiamò presso di sé a Bologna per avviarlo ai primi passi dell'arte. Dal 1828 al 1837 fu studente presso l'Accademia di belle arti di Modena, dove si specializzò nel copiare a matita dal vero. Fu quindi richiamato dal Rosaspina a Bologna, dove brillò fra gli studenti della Pontificia Accademia di belle arti ottenendo i maggiori premi con un quadro rappresentante Cesare Ottaviano, Mario Antonio e Lepido e con un disegno ritraente Marcello a cui sono recati gli strumenti da Archimede (1838), opere poi esposte nelle sale dell'Accademia. Qui dipinse in un solo giorno un Ritratto del professor Cini, di tale buona fattura da essere poi esposto nelle sale delle opere dei più distinti studenti dell'Accademia.
Nel 1839 andò a Firenze, dove rimase a intervalli fino al 1846 per perfezionarsi alla scuola del maestro Giuseppe Bezzuoli, dove fu condiscepolo di Enrico Pollastrini; qui dipinse un Episodio del Diluvio Universale e completò un grande quadro non terminato dal precedente autore con soggetto Il Balilla o la cacciata dei tedeschi da Genova. 
Nell'opera, commissionata dal Cav. Puccini di Pistoia, l'Asioli mostrò grande facilità di segno e di pennello confermando le buone promesse che, seppur giovane, aveva dato di sé. Nel frattempo lavorava su commissione anche nella natia Correggio: qui dipinse una grande ancona per la chiesa parrocchiale di Villa Dosdondo rappresentante L'Ascensione di Nostro Signore, un Ritratto del padre, quello del sacerdote Don Emilio Guzzoni, quello della Signorina Marietta Ricchetti Foglia. Dello stesso periodo un Estense marchese di Ferrara (poi trasferito a Vienna), un San Francesco di Paola, lo stendardo della Confraternita di San Sebastiano, la grande ancona con la Beata Alacoque per la chiesa del Monastero di Santa Chiara di Carpi, il più grande quadro realizzato dall'Asioli. Grande risonanza ebbe poi il grandioso affresco che ritrae L'apoteosi di San Quirino, collocato nella Basilica di San Quirino di Correggio.
Stabilitosi poi a Modena, l'Asioli venne accolto dall'illustre pittore Adeodato Malatesta che lo volle nell'Accademia della città; il 1º gennaio 1848 fu quindi nominato maestro e il 1º giugno Professore di disegno. In quello stesso anno prese parte ai moti del '48 e abbandonò Modena per Venezia, Genova e Milano, per poi tornare a Correggio e rimanervi fino al 1859, anno in cui, quarantaduenne, andò soldato volontario a Brescello senza tuttavia prendere parte ad alcuna azione di guerra. Alla fine del 1859 si unì in matrimonio con Clorinda Romei di Reggio Emilia. Nel 1860 venne nominato professore di pittura all'Accademia di belle arti di Modena e fino al 1867 si dedicò alla realizzazione di medaglie commemorative, bozzetti e ritratti.
Asioli fu colpito nel 1867 da un grave malore e nel 1875 da una meningite. Per tutto il 1876, ormai debole e sorretto dalla pietà e dalla riverenza dei suoi studenti, continuò a insegnare nella scuola di nudo dell'Accademia. 
Morì infine a Modena il 15 agosto 1877.